# Будо-Літківська сільська рада
Будо-Літківська сільська рада (до 1954 року — Радогощанська сільська рада) — колишня адміністративно-територіальна одиниця та орган місцевого самоврядування в Олевському, Коростенському і Лугинському районах Коростенської, Волинської округ, Київської й Житомирської областей УРСР та України з адміністративним центром у с. Будо-Літки (до 1954 року — с. Радогоща).

## Населені пункти
Сільській раді підпорядковувались населені пункти:
- с. Будо-Літки
- с. Березовий Груд
- с. Радогоща

## Населення
Кількість населення ради, станом на 1923 рік, становила 1 499 осіб, кількість дворів — 321.
Відповідно до результатів перепису населення 1989 року, кількість населення ради, станом на 12 січня 1989 року, складала 1 120 осіб.
Станом на 5 грудня 2001 року, відповідно до перепису населення України, кількість мешканців сільської ради складала 780 осіб.

## Склад ради
Рада складалася з 12 депутатів та голови.

### Керівний склад сільської ради
| ПІБ                        | Основні відомості                                                                                   | Дата обрання | Дата звільнення |
| -------------------------- | --------------------------------------------------------------------------------------------------- | ------------ | --------------- |
| Белоцький Степан Федорович | Сільський голова, 1956 року народження, освіта, безпартійний                                        | 26.03.2006   | 31.10.2010      |
| Белоцький Степан Федорович | Сільський голова, 1956 року народження, освіта середня спеціальна, член Української Народної Партії | 31.10.2010   |                 |

Примітка: таблиця складена за даними джерела

## Історія
Утворена 1923 року, як Радогощанська сільська рада, у складі сіл Буда-Літківська та Радогоща Лугинської волості Коростенського повіту Волинської губернії. Станом на 17 грудня 1926 року на обліку в раді перебували хутори Видень, Витиця, Дитинське, Заволока, Залісся, Кобиллє, Козацький, Перелісок, Підтовиця, Пісок та Хуторець, котрі, станом на 1 жовтня 1941 року, зняті з обліку населених пунктів.
Відповідно до інформації довідника «Українська РСР. Адміністративно-територіальний поділ», станом на 1 вересня 1946 року Радогощанська сільська рада входила до складу Лугинського району Житомирської області, на обліку в раді перебували села Будо-Літки та Радогоща.
11 серпня 1954 року до раду було об'єднано з Березово-Грудською сільською радою Лугинського району; адміністративний центр ради було перенесено до с. Будо-Літки з одночасним перейменуванням ради на Будо-Літківську та підпорядкуванням сіл Березовий Груд та Великий Ліс. 2 вересня 1954 року с. Великий Ліс відійшло до складу Літківської сільської ради Лугинського району.
Станом на 1 січня 1972 року сільська рада входила до складу Лугинського району Житомирської області, на обліку в раді перебували села Будо-Літки, Березовий Груд та Радогоща.
Припинила існування 30 грудня 2016 року через об'єднання до складу Лугинської селищної територіальної громади Лугинського району Житомирської області.
Входила до складу Лугинського (7.03.1923 р., 8.12.1966 р.), Олевського (30.12.1962 р.) та Коростенського (4.01.1965 р.) районів.